# 无机材料学报
《无机材料学报》创刊于1986年，是中国大陆工程科技类月刊，编辑部位于上海市。此刊物由中国科学院上海硅酸盐研究所主办。
《无机材料学报》在2018年被中华人民共和国国家新闻出版广电总局新闻报刊司评为2017年全国“百强报刊”。